# アメリカ合衆国太平洋諸州

アメリカ合衆国国勢調査局が定める太平洋諸州

アメリカ合衆国太平洋諸州（アメリカがっしゅうこくたいへいようしょしゅう、英語: Pacific States）とはアメリカ合衆国の太平洋に面した5州、すなわちアラスカ州、ワシントン州、オレゴン州、カリフォルニア州、ハワイ州を指す。   別名アメリカ合衆国西海岸とも呼ばれ、広くアメリカ合衆国西部と呼ばれている地域の一部で、その西にはアメリカ合衆国山岳部、アメリカ合衆国南西部がある。
アメリカ合衆国の国勢調査上はアメリカ合衆国西部で統計が出されるが、均一な地域ではなく、例えば政治に関しては山岳部は保守的な「赤い州」であるのに対して、太平洋岸部はリベラル支持の「青い州」である。

## 参照項目
- アメリカ合衆国国勢調査上の地域分類